# Otiake (rivière)
La rivière Otiake  (en anglais : Otiake River) est un cours d’eau de la région d’Otago située dans l’Île du  Sud de la Nouvelle-Zélande,

## Géographie
C’est un affluent du fleuve Waitaki.